# Baalsrudfjellet
Baalsrudfjellet är ett berg i Antarktis. Det ligger i Östantarktis. Norge gör anspråk på området. Toppen på Baalsrudfjellet är 835 meter över havet, eller 87 meter över den omgivande terrängen. Bredden vid basen är 4,4 km.
Terrängen runt Baalsrudfjellet är kuperad åt nordost, men åt sydväst är den platt. Trakten är glest befolkad. Närmaste befolkade plats är Novolazarevskaya Station, 17,7 kilometer nordväst om Baalsrudfjellet. 